# Decreto del capo provvisorio dello Stato
Nell'ordinamento giuridico italiano il Decreto del capo provvisorio dello Stato (in sigla "DCPS"), o anche Decreto legislativo presidenziale ("DLP") è stato un atto del Capo provvisorio dello Stato italiano avente forza di legge. 
Tale Capo provvisorio dello Stato era Enrico De Nicola, che fu eletto nel 1946 e durò fino al 1948, periodo durante il quale, come organo legislativo, vi era l'Assemblea Costituente, anch'essa eletta nel 1946 e col compito di redigere quella che è la Costituzione Italiana. 